# Legislación urbanística de España
La legislación urbanística de España se basa en el Derecho urbanístico que es una rama del Derecho administrativo formada por el conjunto de normas jurídicas que regulan el urbanismo, la ordenación del territorio y el uso del suelo, y por tanto fijan las concretas facultades y obligaciones del propietario del suelo.

## Plan Especial de Reforma Interior
Un Plan Especial de Reforma Interior (PERI) es un sistema de gestión urbana en España. Está formado por instrumentos de planeamiento de desarrollo para transformar ciudades y cambiar la configuración de las zonas sustituyendo y rehabilitando construcciones e instalaciones existentes, eso sí, siempre conservando los elementos con cualquier tipo de interés.
Se denomina Reforma interior, en urbanismo, a la organización de las ciudades que han sufrido una evolución a lo largo de su existencia. La organización de la ciudad clásica se caracterizaba por su concentración alrededor de los castillos, en la época romana se distinguen dos calles principales que cruzan toda la ciudad y a partir de las cuales la ciudad sufre su desarrollo.
A la hora de realizar este tipo de planes han de respetar todos las ordenanzas, leyes y normas así como los aprovechamientos de la zona afectada, además puede verse delimitado por el plan general de ordenación (PGOU) y las normas urbanísticas municipales, es decir que no puede modificar la estructura fundamental del plan general. Pueden aplicarse en suelo urbano ya sea o no consolidado.

### Historia
Al llegar a las ciudades contemporáneas se puede ver como aparecen dos fenómenos muy importantes, a partir de los cuales depende la configuración de las ciudades; a saber:  la fuerte concentración del mercado en determinadas zonas que suelen ser los centros urbanos (plazas mayores) y la del trabajo. Con ellos apareció la reforma interior, que aumentó notablemente los precios de las parcelas afectadas por la misma, surgiendo barrios diferenciados en las ciudades según la capacidad económica de la población.
Las ciudades contemporánea se caracterizan por calles nuevas con mejores características estéticas gracias a un mejor alumbrado, mayores anchos de las calles, árboles en las mismas, mayor higiene y mejores condiciones sanitarias  a las existentes. En el momento en el que aparece la ciudad industrial, gracias a la revolución industrial, el número de industrias que se instalan en las ciudades aumentan considerablemente con el consiguiente problema de contaminación que ello conlleva. Al principio el trabajo estaba próximo a los domicilios con lo que no supuso problemas de desplazamientos, con el desarrollo del automóvil y el aumento de las distancias a los centros de trabajo el problema que predomina es el de la congestión.
Es el momento  en el que aparecen los proyectos de reforma interior y de ensanche de las ciudades condicionando la configuración urbana. La aparición de la ley del suelo supone un cambio drástico ya que surge la distribución de los usos, con la considerable separación de las zonas residenciales e industriales, aumentando las necesidades de  desplazamiento que unido con el aumento de la capacidad de adquisición de la población, aumenta el parque de vehículos existentes en las ciudades produciendo una disminución de la eficacia del transporte colectivo. Parece que es indiscutible que es necesario una estrategia en las ciudades, ya que están constituyen los puntos nodales a partir de los cuales nacen las redes viarias. El desarrollo de una ciudad en principio no tiene porque ser problemático mientras el terreno disponible sea ilimitado. Los problemas aparecen con los límites de propiedades y los dispares intereses de los distintos propietarios colindantes. Durante mucho tiempo a la hora de desarrollarse una ciudad se han respetado al máximo la antigua ordenación parcelaria convirtiendo los caminos en calles y  solo abriéndolos nuevos cuando no quedaba más remedio y edificando las parcelas existentes.
El gran crecimiento de una ciudad lleva consigo dos problemas: Exceso de población que no cabe en los límites hasta entonces edificados o límites del término municipal y necesidad cambiar el trazado del interior de las ciudades para un mejor aprovechamiento del casco histórico de las ciudades. El primer problema se puede resolver mediante el proceso de ensanche de las ciudades, actuando sobre terrenos rústicos. El segundo problema se resuelve por el procedimiento de reforma interior de poblaciones, que apareció gracias a que surgió el concepto de expropiación forzosa sin el cual y sin su legislación correspondiente no se podría llevar a cabo.

### Objetivos

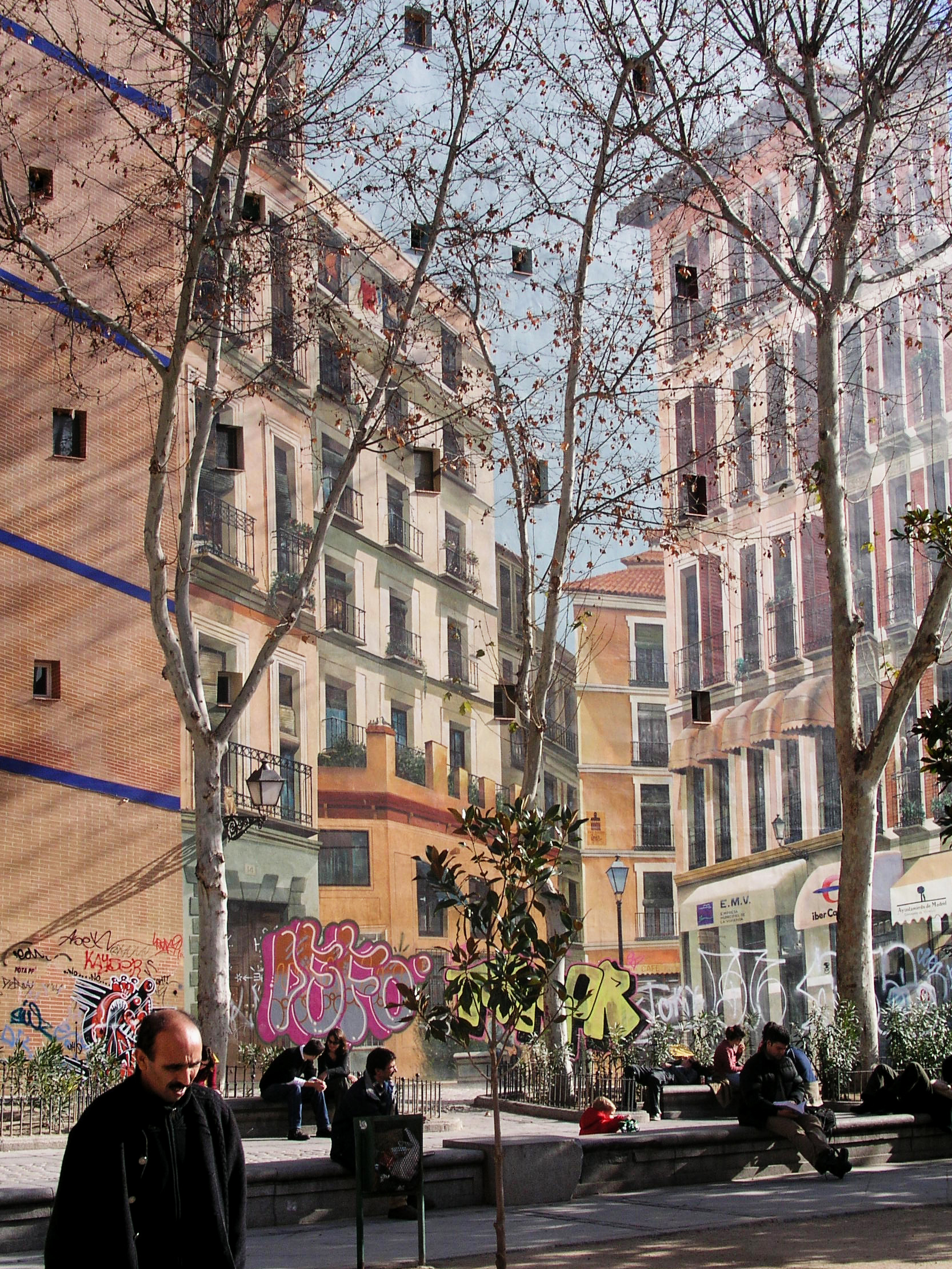
Barrio de Madrid.

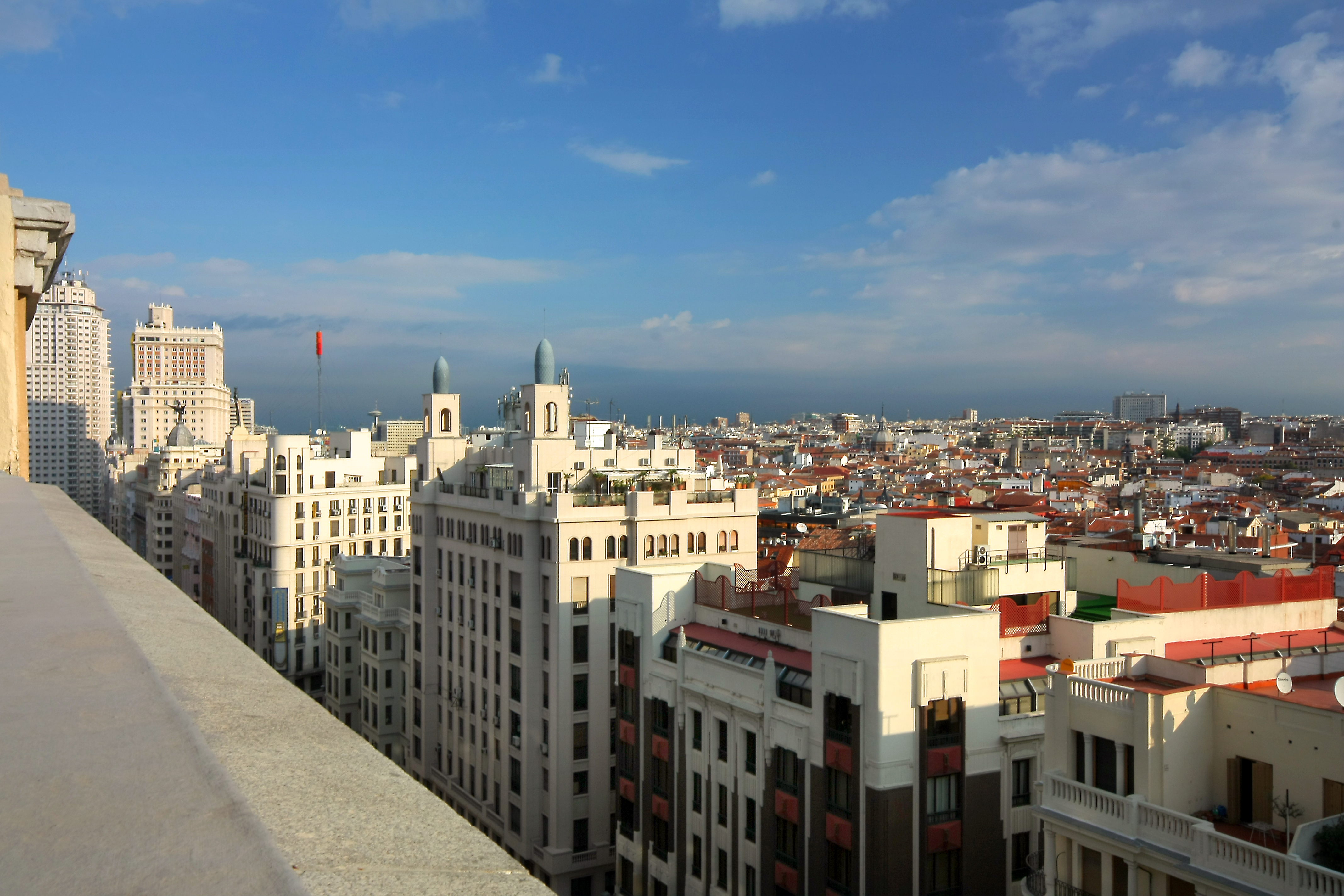
La Gran Vía.

Los principales objetivos que pretende la realización de un plan de este tipo son:
- Descongestión del suelo urbano
- Creación de dotaciones urbanísticas
- Mejorar los equipamientos y el saneamiento de las calles
- Mejorar la circulación y servicios públicos
- Además de estos se puede actuar sobre los servicios existentes, el medioambiente y el número de aparcamientos.

Desde el punto de vista administrativo un PERI tiene varias fases:
- Estudio de detalle
- Proyecto urbanístico
- Reparcelación

En la realización del mismo hay que realizar un estudio de las consecuencias que su ejecución va a ocasionar, tanto económicas como sociales, justificando todas las decisiones tomadas. Si se limitase a una actuación aislada que no exigiese la delimitación de una unidad de ejecución se preverá la expropiación forzosa de los terrenos que sean necesarios.
La documentación necesaria es:
- Memoria
- Justificación de la actuación
- Características del suelo
- Objetivos de la ordenación
- Exposición de alternativas disponibles
- Planos de información:
  - Situación y calificación
  - Estado

- Planos de proyecto:
  - Zonificación
  - Red viaria

- Ordenanzas reguladoras
- Plan de etapas
- Estudio económico financiero.

## Ley de Ordenación de la Edificación
La Ley de Ordenación de la Edificación, también conocida por sus siglas LOE, es la legislación sobre edificación vigente en España desde 1999. Surgió para definir unos requisitos básicos en la edificación, que posteriormente fueron desarrollados reglamentariamente por el Código Técnico de la Edificación.

## Ley de Evaluación Ambiental
La Ley 21/2013, de 9 de diciembre, de evaluación ambiental es el marco jurídico en que se desenvuelve esta actividad. La Ley es de ámbito nacional, pero como trasposición de una Directiva Europea (y por tanto de obligado cumplimiento) es similar a la del resto de países de la Unión Europea, las mayores diferencias afectan a los proyectos, planes y programas que deben ser sometidos a su evaluación ambiental.
La Ley 21/2013, regula dos procedimientos de evaluación ambiental que, anteriormente, quedan regulados mediante legislaciones específicas. En concreto:
- La evaluación de impacto ambiental, de determinados proyectos, quedaba regulada mediante el Real Decreto Legislativo 1/2008, tal como quedó modificado por la Ley 6/2010[6]  (actualmente derogada).
- La evaluación ambiental estratégica de planes y proyectos, queda regulada por la Ley 9/2006[7] (actualmente derogada)

## Ley de Costas
La Ley de Costas española es la que regula la determinación, protección, utilización y política del dominio público marítimo-terrestre y especialmente de la ribera marítima.
Hasta 2013 ha estado vigente la Ley 22/1988, de 28 de julio, de Costas, que derogaba a la Ley de Costas de 26 de abril de 1969, y estaba desarrollada en el Reglamento de la Ley de Costas, aprobado en Real Decreto 1471/1989 de 1 de diciembre de 1989. Esta ley fue modificada por la Ley 2/2013, de 29 de mayo, de protección y uso sostenible del litoral y de modificación de la Ley 22/1988, de 28 de julio, de Costas, en vigor.
La aplicación efectiva de la Ley de 1988, especialmente en su aspecto de protección del litoral, no llegó a producirse en la mayor parte del territorio, como señala la Unión Europea en el Informe Auken. La nueva modificación de 2013 suaviza los niveles de protección de la ribera marítima en favor de la ocupación y las actividades económicas, rebajando la servidumbre de protección de 100 a 20 metros.
Las modificaciones que introduce la nueva Ley 2/2013, de 29 de mayo, de protección y uso sostenible del litoral, de Costas permitirá la regularización de 12 800 viviendas situadas en dominio público, que la anterior norma consideraba ilegales y debían ser derribadas. Además 140 000 viviendas podrán acogerse a la amnistía de obras.

## Legislación sanitaria

#### Siglo XX
- La encuesta de Hauser (1913) concluye que de las siete ciudades con más de 100.000 habitantes, sólo dos contaban con una red amplia y moderna de alcantarillado, aunque en ambos casos (Zaragoza y Sevilla), eran patentes las deficiencias en el suministro de agua.
- El informe del ingeniero Francisco G. de Membrillera (1919) señalaba que no existía suministro de agua potable en una tercera parte de las ciudades, en un contexto de grandes deficiencias en la limpieza urbana y el saneamiento.

Las soluciones propuestas desde la ingeniería a los problemas sanitarios de las ciudades bajo una perspectiva racional fueron: estándares de vivienda, regulaciones higiénicas, calles pavimentadas, sistemas de suministro de agua y de evacuación de residuos financiados con dinero público, control de puntos de riesgo (hospitales, cementerios).
Así fueron surgiendo una serie de normas para hacer frente a esta problemática:
- Instrucción General de Sanidad (1904). Acerca de la higiene municipal: limpieza, trazado, anchura y ventilación de vías públicas, desinfección de las viviendas, suministro y evacuación de aguas y residuos, control de cementerios, mataderos,…
- Bases generales de los Reglamentos de higiene (1910).
- Constitución de la Comisión Sanitaria Central (1920), para atender los problemas de saneamiento y potabilidad en las poblaciones de más de 10 000 habitantes.
- Condiciones higiénicas de las viviendas y condiciones técnico-sanitarias para el ensanche y la reforma interior de poblaciones (1923).
- Reglamento de Sanidad Municipal (1925). Se establecieron las obligaciones de los municipios: agua potable, eliminación de excrementos, higiene de la vivienda, establecimientos industriales, política sanitaria de la alimentación, prevención de enfermedades infecciosas y epidemias, asistencia benéfica, e inspección sanitaria.

En la actualidad la Constitución de 1976 atribuye al Estado la competencia en materia de bases y coordinación general de la Sanidad (artículo 149.1.16), en tanto que, de acuerdo con el artículo 148.21, relativo a Sanidad e Higiene, y los distintos Estatutos de Autonomía, las comunidades autónomas en general han asumido la competencia exclusiva en materia de sanidad e higiene.

### Estatutos Autonómicos
- Ley 14/1986 General de Sanidad:

La Ley obliga a las comunidades autónomas a organizar los servicios de salud. Concretamente, deberán realizar el control sanitario de:
1. Medio ambiente: contaminación atmosférica, abastecimiento de aguas, saneamiento de aguas residuales, residuos urbanos e industriales, ruidos, vibraciones.
2. Transportes.
3. Lugares de convivencia humana, edificios y viviendas.
4. Distribución, transporte y suministro de alimentos.

De esta forma, las Comunidades son las encargadas de concretar y gestionar las cuestiones sanitarias, es decir, legislan las normas básicas y su ejecución. Dentro de los Estatutos se puede destacar:
- La gestión del agua según los territorios por donde discurra.
- La vigilancia de las condiciones de salubridad de las aguas.
- El control de los vertidos contaminantes al litoral.
- La capacidad legislativa de la ordenación del territorio, del litoral y del urbanismo.
- La calificación y control de las actividades del R.A.M.I.N.P. (Reglamento de Actividades Molestas, Insalubres, Nocivas y Peligrosas) en suelo no urbanizable.

### Legislación local
Los ayuntamientos a su vez pueden asumir competencias bajo la supervisión de organismos superiores mediante la realización de actividades complementarias, al ejercer la promoción de toda clase de actividades y de prestar cuantos servicios públicos contribuyan a satisfacer las necesidades y aspiraciones de los vecinos. 
- La Ley 7/85 de Bases del Régimen Local (L.B.R.L) en el capítulo III, artículo 25, dicta estas competencias:

1. El municipio puede promover toda clase de actividades y prestar cuantos servicios públicos contribuyan a satisfacer las necesidades y aspiraciones de la comunidad vecinal.
2. El municipio ejercerá las siguientes competencias en los términos de la Legislación del Estado y de las comunidades autónomas: 
  1. Ordenación del tráfico de vehículos y personas en las vías urbanas.
  2. Protección civil, prevención y extinción de incendios.
  3. Ordenación, ejecución, gestión y disciplina urbanística: promoción de viviendas, parques y jardines, pavimentación de vías públicas urbanas y conservación de caminos y vías rurales.
  4. Protección del medio ambiente.
  5. Abastos, mataderos, ferias, mercados y defensa de usuarios y consumidores.
  6. Protección de la salubridad pública.
  7. Suministro del agua, alumbrado público, servicios de limpieza, de recogida y de tratamientos de residuos, alcantarillado, tratamiento de aguas residuales.
  8. Turismo.

- En el artículo 26 se determinan, dentro de esas competencias, los servicios que obligatoriamente deben prestar los municipios. Esta determinación de obligatoriedad es función del número de habitantes:

1. En todos los municipios: alumbrado público, recogida de residuos, limpieza de las redes viarias, abastecimiento de agua potable, alcantarillado, accesos al municipio, pavimentación de las vías públicas y control de alimentos y bebidas.
2. En los municipios con una población superior a los 5.000 habitantes: las mismas, más el tratamiento de residuos.
3. En los municipios con una población superior a 20.000 habitantes: las mismas, más la protección civil, la prevención y la extinción de incendios.
4. En los municipios de más de 50.000 habitantes: las anteriores más el transporte colectivo y la protección del medio ambiente.

- Reglamento de Actividades molestas, insalubres, nocivas y peligrosas regulado por el Decreto 2414/1961; Orden de 15 de marzo de 1963 que aprueba una serie de normas complementarias:

Se recoge la competencia general de los alcaldes a la hora de otorgar licencias, y las condiciones de las mismas para la realización de actividades clasificadas (molestas, insalubres, nocivas y peligrosas), y también indica que los Ayuntamientos tienen competencia para reglamentar las correspondientes Ordenanzas municipales que se contemplan en dicho Reglamento.
- Ley Básica 10/1998 de Residuos:

Basada en el Plan Nacional de gestión de residuos, una competencia casi exclusiva de los Ayuntamientos. Esta Ley obliga a éstos a hacerse cargo de todos los residuos urbanos que se produzcan en el territorio de su jurisdicción, con las excepciones pertinentes. El ejercicio de estas competencias debe seguir los objetivos principales de la Ley:
1. la eliminación evitando una influencia perjudicial sobre el medio,
2. el tratamiento para su aprovechamiento, consideraciones de interés social de determinadas instalaciones, etc.

La reglamentación más concreta se realizará según las Ordenanzas municipales que por Ley están obligados a aprobar.
- Otras normas:

1. Ley de Aguas 29/1985, que se completa con el R.D.849/1986, por el cual se aprueba el Reglamento de Dominio Público Hidráulico;
2. R.D. 927/1988 que aprueba el Reglamento de la Administración Pública del Agua y de la planificación hidrológica, reflejados en los Planes Hidrológicos actuales: Los municipios deben garantizar el suministro del agua y la salubridad pública. Está basado en la Ley de Aguas y afecta a los Ayuntamientos y a los propios usuarios.
3. Directiva 91/27/CEE sobre el tratamiento de las aguas residuales: no sólo deben garantizar el agua, sino también el tratamiento y el vertido de las aguas residuales. Así tienen obligaciones de solicitar autorización de vertido, del pago del correspondiente canon de vertido y de depurar las aguas hasta los niveles admisibles.

- Ley 6/1998 sobre el Régimen del Suelo y Valoraciones:

La regulación legal se basa en esta Ley. Sobre la planificación urbanística tienen los Ayuntamientos muchas competencias: existen directrices de Ordenación Territorial y planes territoriales sectoriales y parciales que se deben coordinar con las competencias de los Ayuntamientos en esta materia.